# Edward Colston

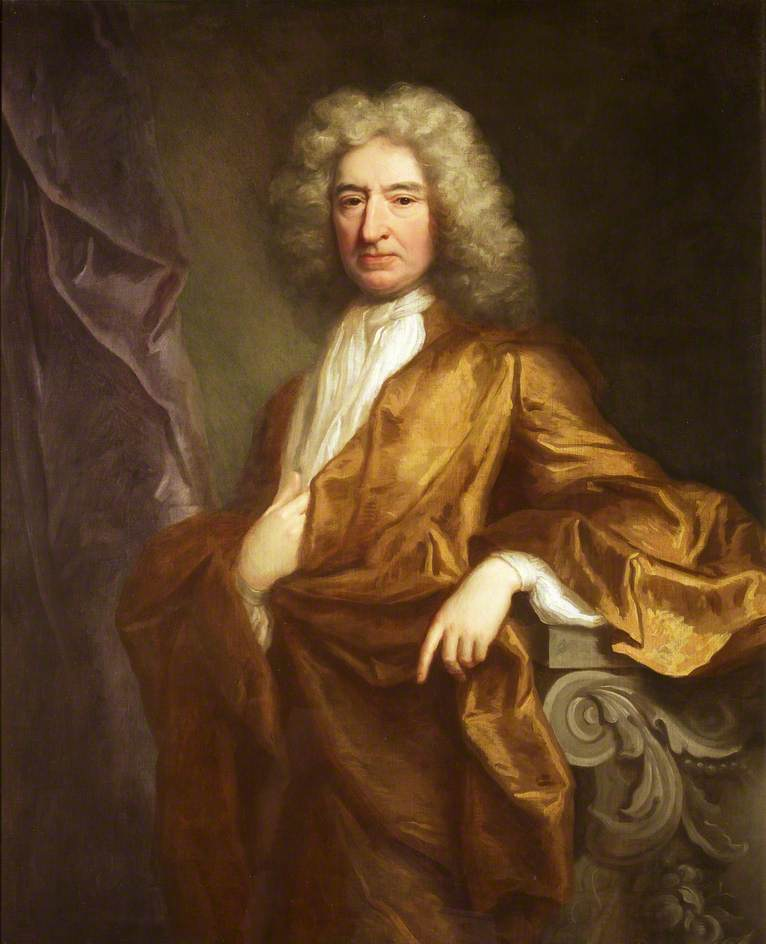
Portret van Colston door Jonathan Richardson

Edward Colston (Bristol, 2 november 1636 - Mortlake, 11 oktober 1721) was een Engelse koopman, slavenhandelaar, Tory-parlementslid en filantroop.

## Leven
Geboren in Bristol uit een familie van kooplieden die sinds de jaren 1340 in de stad woonde, werd hij koopman, aanvankelijk handelend in wijn, fruit en kleding, voornamelijk in Spanje, Portugal en andere Europese havens. In 1680 legde hij zich toe op de Trans-Atlantische slavenhandel door lid te worden van de Royal African Company, een bedrijf dat een monopolie had op de Britse handel in Afrikaanse slaven. Met de opbrengst begon hij in 1682 leningen te verstrekken. Tijdens de Glorious Revolution financierde hij het winnende kamp van koning Willem III van Oranje. Datzelfde jaar werd Colston vice-gouverneur van de Royal African Company, de hoogste functie binnen het bedrijf. Het is onzeker hoeveel van zijn rijkdom precies voortkwam uit de slavenhandel. Tijdens zijn meest lucratieve jaren had hij ruim veertig slavenschepen in de vaart. 
In 1692 trok Colston zich terug uit de Royal African Company en ging hij zich bezighouden met liefdadigheidswerken. Hij ondersteunde en begiftigde scholen, armenhuizen, ziekenhuizen en kerken in Bristol, Londen en elders. Veel van zijn goede doelen zijn tot op de dag van vandaag bewaard gebleven.

## Eerbetoon en contestatie

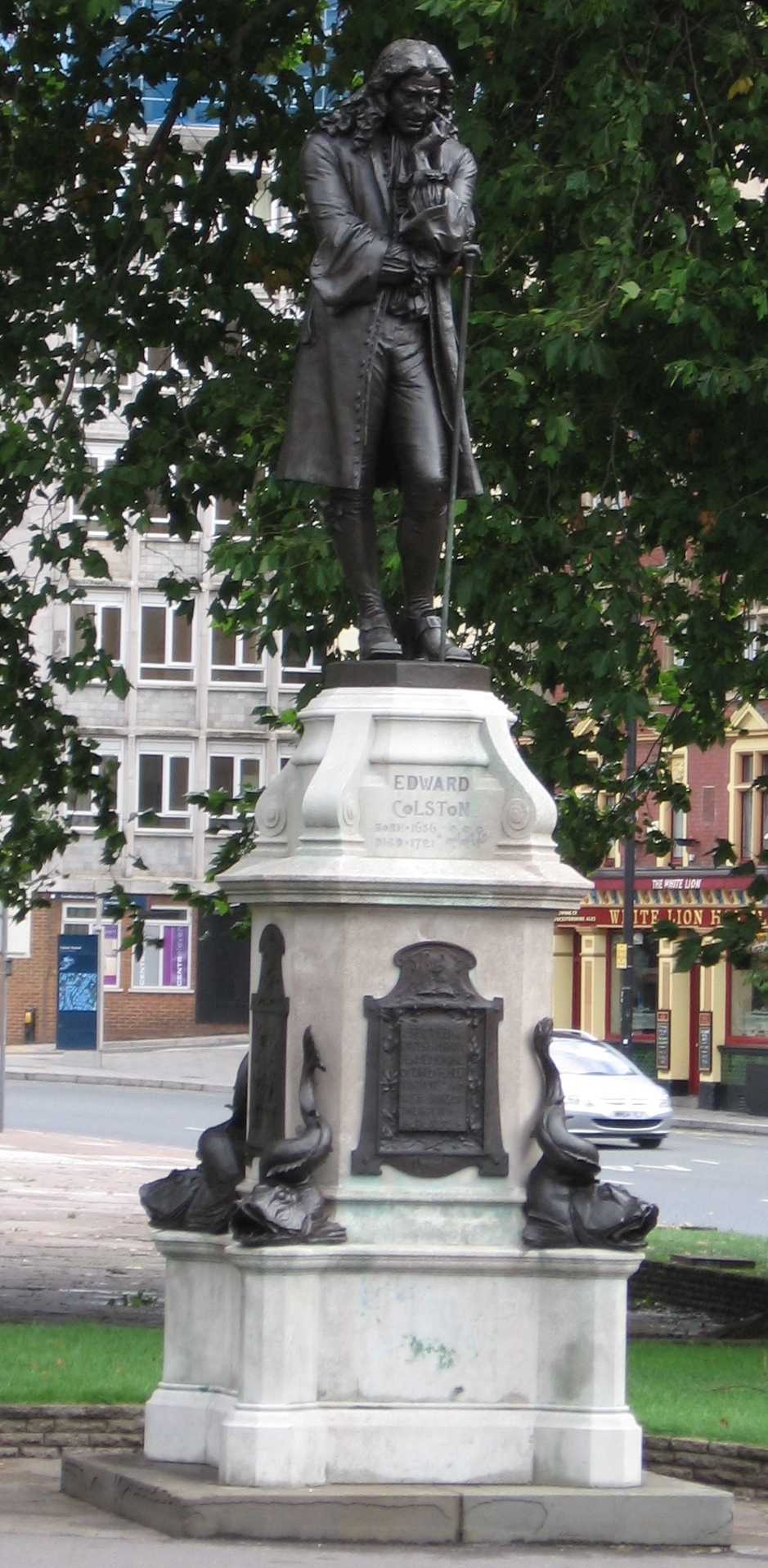
Bronzen standbeeld van Edward Colston in Bristol uit 1895 dat op 7 juni 2020 door demonstranten tegen racisme en politiegeweld in de haven werd gegooid.

Na zijn dood werd Colston geëerd in zijn geboortestad, waar verschillende straten, scholen en gebouwen zijn naam dragen. In 1895 werd van hem een prominent bronzen standbeeld opgericht. Vanaf de jaren negentig van de twintigste eeuw, met toenemende aandacht voor de rol van Colston in de slavenhandel, was er steeds meer kritiek op de herdenking van Colston in Bristol. Op 7 juni 2020 werd zijn standbeeld neergehaald en in de haven gegooid door actievoerders tijdens de protesten na de dood van George Floyd. Het stadsbestuur besloot het beeld niet terug te plaatsen op zijn sokkel, maar over te brengen naar het plaatselijke museum. Vier actievoerders werden vervolgd voor het Crown Court van Bristol wegens criminal damage (en), maar op 5 januari 2022 sprak de jury hen vrij.

## Voetnoten
1. ↑  Morgan, Kenneth (1999). Edward Colston and Bristol. Bristol Branch of the Historical Association, Bristol, pp. 3 "To what extent Colston received money from the sale of slaves in the New World is unknown. He was undoubtedly remunerated for his work on the committees of the Royal African Company, but whether this money was the basis of his fortune remains conjectural. It is feasible that he accrued most of his wealth from the normal commodity trades with Europe mentioned above, which he had conducted successfully for several years before his involvement with the Royal African Company. Colston had inherited a modest legacy from his father, but this was insufficient to account for his own wealth. It is likely that he made profits out of careful financial dealings and accumulating savings, and he certainly gained income through money lending. […] It is likely that he made shrewd investments to augment his capital, but he has left no personal papers and so it is impossible to estimate, even roughly, what proportion of his wealth was gained from different business and financial ventures."
2. ↑  Hayton, David, Colston, Edward II. The History of Parliament. Cambridge University Press (April 2006). Gearchiveerd op 1 december 2017. Geraadpleegd op 11 december 2017.
3. ↑  Dresser, Madge (2000). Squares of distinction, webs of interest: Gentility, urban development and the slave trade in Bristol c.1673–1820. Slavery & Abolition a Journal of Slave and Post-Slave Studies 21 (3) (Routledge). ISSN: 1743-9523. DOI: 10.1080/01440390008575319.  Gearchiveerd van origineel op 10 juli 2011. Geraadpleegd op 8 juni 2020.  (abonnement vereist)
4. ↑  "Edward Colston, the Dolphin Society and 268 years of letter-writing…History / Background", The Dolphin Society, 16 May 2015. Gearchiveerd op 19 oktober 2018. Geraadpleegd op 19 October 2018.
5. 1 2  Waarom dumpten betogers het standbeeld van Edward Colston in Bristol? En wie is zijn mogelijke vervanger?, VRT NWS, 8 juni 2020
6. ↑  Haroon Siddique & Clea Skopeliti, BLM protesters topple statue of Bristol slave trader Edward Colston, theguardian.com, 7 juni 2020
7. ↑  BLM protesters cleared over toppling of Edward Colston statue, theguardian.com, 5 januari 2022